# Slovenka
Slovenka är en slovensk film från 2009 i regi av Damjan Kozole. Filmen handlar om 23-åriga Aleksandra som lever ett dubbelliv, dels som respektabel student och dels som call girl. I huvudrollen ses Nina Ivanišin.

## Utmärkelser
- Grand Prix - Best film at the 2012 Girona Film Festival, Spanien
- Best director Award at the 2012 Girona Film Festival, Spanien
- Best screenplay Award at the 2012 Girona Film Festival, Spanien
- Best actress Award at the 2012 Girona Film Festival, Spanien
- European Film Academy, utvald som en av de bästa europeiska filmerna 2010
- Prix du Public at the 2010 Festival du cinema europeen en Essonne, Frankrike
- Best actress Award at the 2010 Festival du cinema europeen en Essonne, Frankrike
- Best actress Award at the 2009 Mostra de Valencia, Spanien
- Best actress Award at the 2009 Les Arcs European Film Festival, Frankrike